# دانيال بودن
دانيال بودن (بالإنجليزية: Daniel Bowden)‏ هو لاعب اتحاد الرغبي نيوزيلندي، ولد في 1 أبريل 1986 في أوكلاند في نيوزيلندا.

## وصلات خارجية
- دانيال بودن على موقع دوري الرغبي الممتاز (الإنجليزية)
- دانيال بودن عل موقع إسبنسكروم (الإنجليزية)
- دانيال بودن على موقع ItsRugby.co.uk (الإنجليزية)